# Pařížští Mohykáni
Pařížští Mohykáni (1854–1855, Les Mohicans de Paris), vyšlo i pod názvem Pařížští Mohikáni, je nejrozsáhlejší román francouzského spisovatele Alexandra Dumase staršího, který napsal ve spolupráci s Paulem Bocagem (1824–1890). Jde o román romantický, dobrodružný, historický, milostný a policejní a často je vydáván ve dvou částech:
- Pařížští Mohykáni,
- Salvator.

Podle literárních historiků má román v sobě něco ze Stendhala, něco z Balzaca a také něco z Victora Huga. Jeho název připomíná román Les Mystères de Paris (Tajnosti pařížské) Eugèna Suea, jehož hlavní hrdina princ Rudolf je poněkud podobný Salvatorovi, Slovo Mohykán je slangový výraz pro pařížskou spodinu (obdobně jako Apač nebo Huron). Z románu také pochází slavná francouzská fráze Cherchez la femme (Za vším hledej ženu).

## Obsah románu

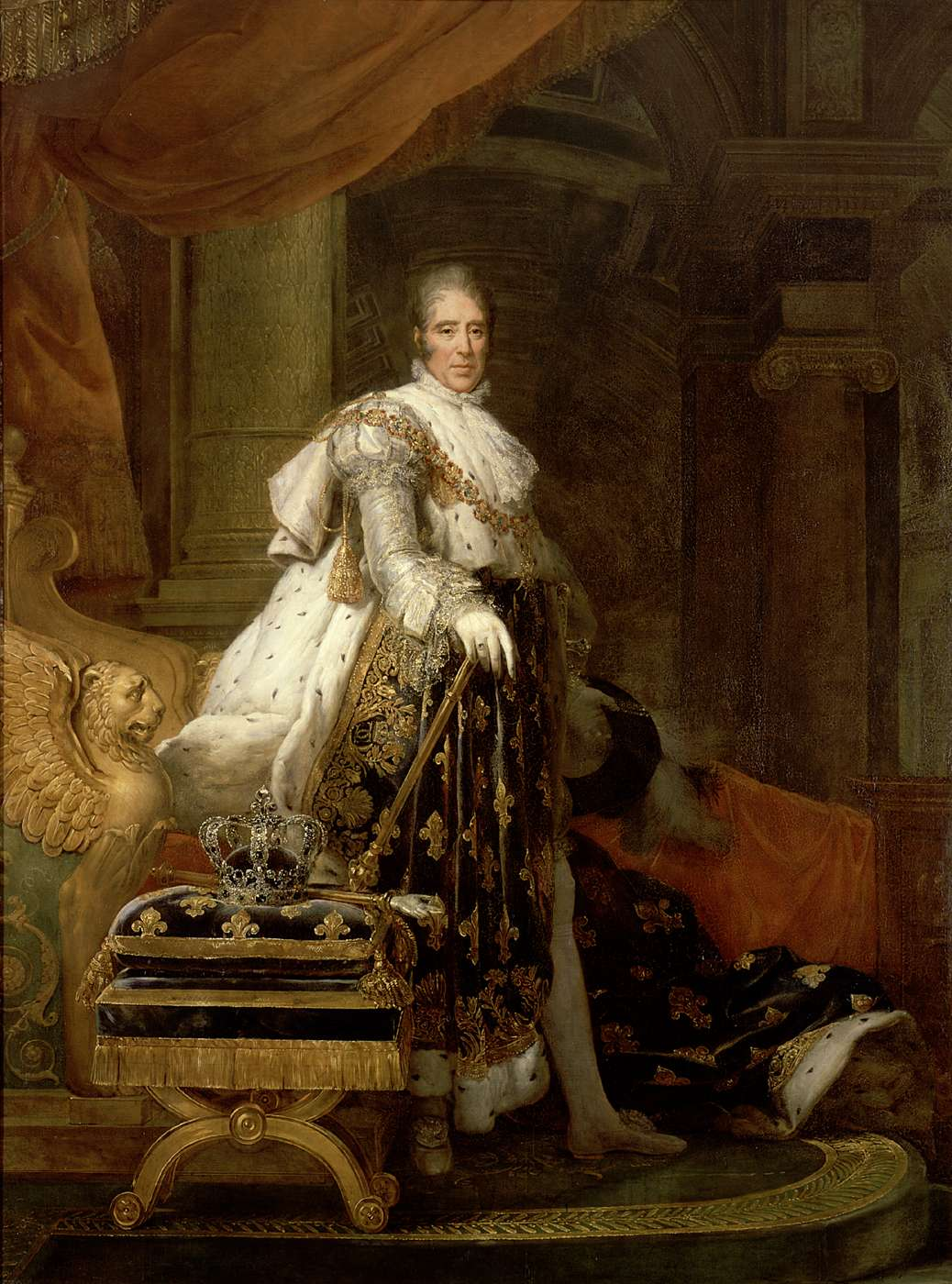
Karel X. na portrétu od Françoise Gérarda.

Román se odehrává v roce 1827 (pouze epilog v roce 1830) a líčí francouzskou společnost v období končící Restaurace Bourbonů, tj. v předvečer Červencové revoluce v roce 1830, která vedla k pádu Bourbonské dynastie. Historickým jádrem románu jsou jednak snahy vrátit na francouzský trůn Napoleonova syna Napoleona II., vévodu zákupského známého pod přezdívkou Orlík (francouzsky: L’Aiglon = syn orla), jednak volby ve Francii v roce 1827, které sice vyhráli liberálové, chránící dosažené občanské svobody, ale jejichž výsledky odmítl král Karel X. zcela respektovat a jmenoval premiérem Jeana Baptistu Sylvèra Gaye, vikomta de Martignac, který byl zčásti liberálem a zčásti podporoval monarchisty.
Hned na počátku románu se seznámíme s tajemným Salvatorem, který vystupuje navenek v roli veřejného posluhy, ale ve skutečnosti je to šlechtic, bonapartista a vůdce tajné organizace karbonářů, která si klade za cíl svrhnout krále Karla X. a obnovit Francouzské císařství. Jeho hlavním protihráčem je šéf pařížské policie Jackal (což znamená Šakal), který bez jakýchkoliv skrupulí slouží zkorumpované vládě a pomocí rozbujelé sítě konfidentů a policejních provokací ovládá celé město. Podaří se mu dokonce zabránit útěku Napoleonova syna Orlíka ze Schönbrunnu ve Vídni a tím karbonářské spiknutí zmaří.
V románu se postupně prolíná několik příběhů, ve kterých vystupují postavy z nejrůznějších společenských vrstev (od pobudů, nádeníků a prostitutek až po nejvyšší aristokracii, a které se týkají loupeží, vražd, cizoložství i incestu (otec si vzal za manželku vlastní dceru kvůli jejímu bohatství, protože nikdo o jeho otcovství nevěděl).
Hlavním příběhem knihy je příběh kněze Dominika a jeho otce, bonapartisty Gaetana Sarrantiho. Ten je neprávem obviněn z loupeže a vraždy dvou dětí a odsouzen k smrti. Jackal skutečného pachatele zná, nemá však zájem na jeho odhalení z politických důvodů, protože vláda dává přednost tomu, aby byl jako sprostý vrah odsouzen bonapartista nepohodlný režimu svým smýšlením. Sarrantiho syn, kněz Dominik, vyslechne zpověď skutečného vraha, boháče a zdánlivého filantropaa Gérarda Tardieua, který se domnívá, že zakrátko zemře a dává Dominikovi právo zpověď po své smrti zveřejnit (podle zpovědi zavraždil Gérard děti svého zemřelého bratra kvůli dědictví).
Gérard je však vyléčen a zakáže Dominikovi zpověď zveřejnit. Protože Dominik musí zachovat zpovědní tajemství, vyprosí si od krále Karla X. odložení popravy a odjíždí do Říma požádat papeže Lva XII. o zproštění této povinnosti. Mezitím Salvator za pomoci svých přátel (básníka Jeana Roberta, malíře Petra Herbela, učitele Justina Corbyho a lékaře Ludvíka) obstarává o Sarrantiho nevinně důkaz za důkazem, ale ten je pokaždé za vydatné pomoci policie odstraněn. Salvator se proto rozhodl, že pomůže Sarrantimu z vězení uprchnout.
S tímto policejním příběhem se proplétá několik (i tragických) milostných příběhů, z nichž nejdůležitější je příběh Salvatorova přítele Justina a dívky Míny, kterou unese markýz Loredan de Valgeneuse za pomoci své sestry Zuzany, která se vydávala za Míninu přítelkyni.
Protože Dominik v Římě u papeže neuspěl a nedokázal Gérarda přesvědčit, aby se přiznal, probodl jej dýkou, aby mohl jeho zpověď zveřejnit. Poté král Karel X. Sarrantiho omilostnil, takže snaha Salvatora pomoci mu k útěku byla již zbytečná. Král dal milost i Dominikovi, který se pak rozhodl stát se almužníkem vězňů na galejích.
Salvatorovi se také podaří vyrvat Mínu ze spárů markýze Loredana de Valgeneuse, kterého zdrtí odhalením, že je ve skutečnosti Konrád de Valgeneuse, za mrtvého považovaný skutečný dědic jmění jejich otce. Loredan je pak zastřelen v souboji manželem ženy, kterou obtěžuje. Jeho sestra Zuzana prchne se svým milencem Camillem de Rozan, který je již ženat. Jeho manželka je objeví a spáchá ze zoufalství sebevraždu. Když se tomu Zuzana vysmívá, Camille jí ve vzteku uškrtí.
V epilogu románu se dozvíme, že Salvator patřil k těm, kteří 29. července roku 1830 během tzv. Červencové revoluce, která vynesla na francouzský trůn Ludvíka Filipa Orleánského, vztyčili nad Tuileriemi trikolóru, znak republikánů.

## Filmové adaptace
- I Mohicani di Parigi (1917), italský němý film, režie Leopoldo Carlucci.
- Parížski mohykáni (1971), slovenský televizní seriál, režie Igor Ciel.
- Les Mohicans de Paris (1973–1975), francouzský televizní seriál, režie André Cerf.

## Česká vydání
- Pařížští Mohikáni, Sklad Ad. Kurandy, Praha 1864, přeložil E. P, jde o druhou část románu vydávanou pod názvem Salvator.
- Pařížští Mohykáni, Jan Otto, Praha 1908–1909, přeložil Josef V. Sterzinger, znovu 1928.
- Salvator (Pařížští Mohykáni II.), Jan Otto, Praha 1912–1913, přeložil Josef V. Sterzinger, znovu 1929.
- Pařížští Mohykáni I.–IV., Alois Neubert, Praha 1923, přeložil Jan Sajíc.
- Pařížští Mohykáni V.–IX. (Salvator I.–V.), Alois Neubert, Praha 1924, přeložil Jan Sajíc.
- Pařížští Mohykáni I.–II., Henning Franzen, Praha 1927, úplné, ale poněkud zkrácené vydání obou částí románu.
- Pařížští Mohykáni I.–VI., Vladimír Orel, Praha 1931, přeložila Marie Dolejší.
- Pařížští Mohykáni VII.–XII. (Salvator I.–VI), Vladimír Orel, Praha 1932, přeložila Marie Dolejší.
- Salvator I.–II., Albatros, Praha 1986, přeložil Miroslav Drápal.